# ابوعلی اغماتی
ابوعلی، حسن اَغماتی (؟ - درگذشتهٔ پس از ۱۲۱۸م) (نسب: حسن بن علی بن محمد) فقیه، زبان‌شناس و شاعر الجزایری بود. خاستگاه و زادگاهش تلمسان بود. به جزیره مایورکا پیش از ۶۰۰ق رفت و مدتی ساکن آنجا شد و علوم زبان عربی را آموخت. والی مایورکا او و عده‌ای دیگر را وادار به مهاجرت نمود و اغماتی به والنسیا رفت. ابن ابار او را یک بار در دربار آن دیار در سال ۶۱۵ق دیده است و درگذشت را کمی بعد در مراکش بیان کرده است.